# Combat Rock
| 전문가 평가                   | 전문가 평가 |
| 평가 점수                     | 평가 점수   |
| 출처                          | 점수        |
| ----------------------------- | ----------- |
| AllMusic                      | [ 5 ]       |
| Alternative Press             | 3/5         |
| Blender                       | [ 7 ]       |
| Encyclopedia of Popular Music | [ 8 ]       |
| Q                             | [ 9 ]       |
| Rolling Stone                 | [ 2 ]       |
| The Rolling Stone Album Guide | [ 10 ]      |
| Select                        | 4/5         |
| Spin Alternative Record Guide | 8/10        |
| The Village Voice             | B+          |

《Combat Rock》은 1982년 5월 14일, CBS 레코드를 통해 발매된 영국의 록 밴드 더 클래시의 다섯 번째 스튜디오 음반이다. 영국에서 이 음반은 2위를 차지했고, 23주를 영국 차트에서 보냈으며, 미국에서 7위로 정점을 찍었고, 61주를 차트에서 보냈다.
《Combat Rock》은 미국에서 더블 플래티넘 인증을 받은 그룹의 베스트셀러 음반이다. 이 곡에는 더 클래시의 가장 인기 있는 두 곡인 〈Rock the Casbah〉와 〈Should I Stay or Should I Go〉가 수록되어 있다. 《Combat Rock》은 클래식 라인업이 특징인 마지막 더 클래시의 음반이다.

## 배경
세 장의 음반 《Sandinista!》(1980년)에 이어, 가수이자 기타리스트인 조 스트러머는 이 그룹이 창조적으로 "떨어지고 있다"고 느꼈다. 베이시스트 폴 사이모넌은 더 클래시의 당시 감독이었던 블랙힐 엔터프라이즈의 "지루한" 전문성에 대한 스트러머의 불만에 동의했다. 스트러머와 사이모넌은 1981년 2월 더 클래시 초창기의 "혼돈"과 "난장판 에너지"를 복원하기 위한 시도로 밴드 동료들을 설득하여 밴드의 원래 매니저인 버나드 로즈에게 복직시켰다. 이 결정은 밴드 동료들과 점차 소원해지고 있는 기타리스트 믹 존스에 의해 환영받지 못했다.
이 기간 동안 드러머 토퍼 헤든은 헤로인과 코카인의 섭취량을 늘렸다. 그의 이따금씩의 약물 사용은 이제 습관화되어 하루에 100파운드의 비용이 들고 건강을 해치고 있었다. 이 약물 중독은 나중에 그의 밴드 동료들이 《Combat Rock》의 발매 이후 더 클래시에서 그를 해고하도록 하는 요인이 될 것이다.

## 녹음
이 음반은 녹음과 믹싱 단계에서 《Rat Patrol from Fort Bragg》라는 작업 제목을 가지고 있었다. 런던에서 초기 녹음 세션을 거친 후, 이 그룹은 1981년 11월과 12월에 일렉트릭 레이디 스튜디오에서 녹음 세션을 위해 뉴욕으로 이주했다. 일렉트릭 레이디 스튜디오는 1980년 밴드가 이전 음반인 《Sandinista!》를 녹음했던 곳이다.
뉴욕에서 음반을 녹음하는 동안, 믹 존스는 당시 여자친구였던 엘렌 폴리와 함께 살았다. 조 스트러머, 폴 사이모넌, 토퍼 헤든은 1950년대 초 2년 동안 배우 제임스 딘의 고향으로 유명한 웨스트 44번가의 이로쿼이 호텔에 머물렀다.
1981년 12월, 뉴욕 레코딩 세션을 마친 후, 밴드는 1982년 1월, 대부분을 런던으로 돌아왔다. 1월과 3월 사이에 더 클래시는 일본, 호주, 뉴질랜드, 홍콩, 태국을 6주 동안 순회 공연하기 시작했다. 이 투어 동안 음반의 커버 사진은 1982년 3월, 태국의 페니 스미스에 의해 촬영되었다.

## 발매
《Sandinista!》와 같은 음을 따라, 《Combat Rock》의 카탈로그 번호인 "FMLN2"는 엘살바도르 정당인 파라분도 마르티 민족해방전선(Frente Farabundo Martí para Liberación Nacional) 또는 FMLN의 약자이다.
리드 싱글 〈Know Your Rights〉는 1982년 4월 23일에 발매되었고, 영국 싱글 차트에서 43위에 올랐다. 《Combat Rock》은 1982년 5월 14일에 발매되었고, 폴 매카트니의 《Tug of War》로 1위를 지켰다. 미국에서 《Combat Rock》은 음반 차트에서 7위에 올라 백만 장 이상 팔렸다.
드러머 토퍼 히든이 작곡한 〈Rock the Casbah〉는 미국 싱글 차트 8위에 올랐다. 이 싱글은 당시 신생 텔레비전 채널 MTV에서 자주 방영되었던 돈 레츠 감독의 독특한 비디오와 함께 했다.
2000년 1월, 이 음반은 더 클래시의 나머지 카탈로그와 함께 리마스터되어 다시 발매되었다.

## 곡 목록
모든 곡들은 특별한 언급이 없는 한 더 클래시에 의해 작사/작곡하였다.
| #  | 제목                             | 작사·작곡                 | 리드 보컬                  | 재생 시간 |
| -- | -------------------------------- | ------------------------- | -------------------------- | --------- |
| 1. | 〈Know Your Rights〉             | 스트러머, 존스            | 조 스트러머                | 3:39      |
| 2. | 〈Car Jamming〉                  |                           | 스트러머                   | 3:58      |
| 3. | 〈Should I Stay or Should I Go〉 |                           | 믹 존스                    | 3:06      |
| 4. | 〈Rock the Casbah〉              | 토퍼 헤든, 스트러머, 존스 | 스트러머                   | 3:42      |
| 5. | 〈Red Angel Dragnet〉            |                           | 폴 사이모넌, 코스모 바이닐 | 3:48      |
| 6. | 〈Straight to Hell〉             |                           | 스트러머                   | 5:30      |

| #  | 제목                    | 리드 보컬               | 재생 시간 |
| -- | ----------------------- | ----------------------- | --------- |
| 1. | 〈Overpowered by Funk〉 | 스트러머, 퓨추라 2000   | 4:55      |
| 2. | 〈Atom Tan〉            | 존스, 스트러머          | 2:32      |
| 3. | 〈Sean Flynn〉          | 스트러머                | 4:30      |
| 4. | 〈Ghetto Defendant〉    | 스트러머, 앨런 긴즈버그 | 4:45      |
| 5. | 〈Inoculated City〉     | 존스, 스트러머          | 2:43      |
| 6. | 〈Death Is a Star〉     | 스트러머, 존스          | 3:13      |

## 인증
| 국가                       | 인증        | 판매량/출하량 |
| -------------------------- | ----------- | ------------- |
| 영국 (BPI)                 | 골드        | 100,000^      |
| 캐나다 (뮤직 캐나다)       | 골드        | 50,000^       |
| 프랑스 (SNEP)              | 골드        | 100,000       |
| 미국 (RIAA)                | 2× 플래티넘 | 2,000,000^    |
| ^출하량을 기반으로 한 인증 |             |               |